# Мерц, Наталья Ингольфовна
Наталья Ингольфовна Мерц — советская и российская актриса театра и кино, заслуженная артистка России (1998)

## Биография
Наталья Мерц родилась в семье немцев Поволжья 7 июня 1962 года в городе Горький. В 1982 году окончила Горьковское театральное училище. Работала в Саратовском академическом театре драмы, снималась в кино.
Проживала в США, играла на сцене театра им. Варпаховского в Канаде (Монреаль).
В феврале 2012 года дебютировала на сцене МХТ им. Чехова в дипломном спектакле студентов курса Кирилла Серебренникова «Жаворонок» по пьесе Жана Ануя.

## Театральные работы

### Саратовский театр драмы
- 1987 — «14 красных избушек» А. П. Платонова. Режиссёр: А. И. Дзекун — Суенита
- 1989 — «Фортуна» Марины Цветаевой. Режиссёр: А. И. Дзекун — Маркиза д` Эспарбэс
- 1990 — «Христос и мы» по роману Андрея Платонова «Чевенгур». Режиссёр: А. И. Дзекун — Соня Мандрова
- 1993 — «Чайка» А. П. Чехова (премьера 10 ноября). Режиссёр: А. И. Дзекун

### Театр имени Л. Варпаховского
- «Антипьеса для антипублики» Ива Жамиака
- «Средь бела дня» (по пьесе «Волки и овцы» А. Н. Островского) — Глафира

## Фильмография
- 1988 — Хлеб — имя существительное
- 1988 — 14 красных избушек (телеспектакль)
- 1989 — Ночевала тучка золотая… — Регина Петровна, воспитательница в колонии

## Признание и награды
- 1998 — Заслуженная артистка России[1]